# 郡山貨運站
郡山貨運站（日语：／ Kōriyama-kamotsu-tāminaru eki */?）是由日本貨物鐵道（JR貨物）所經營的貨運專用鐵路車站，位於日本福島縣郡山市安積町荒井。此站是福島縣中通地區（中通り）主要的鐵路貨運據點，除了JR貨物的高速貨運列車與專用貨物列車會在本站停靠上下貨之外，此站也是公路貨運與鐵路貨運的切換集散點，每日有定期的貨車班次往返於本站與會津若松車站與東福島車站兩個線外貨運站（ORS）之間。

## 相鄰車站
東日本旅客鐵道
東北本線
安積永盛－郡山貨運站－郡山

## 外部連結
- （日語）郡山貨運站（JR貨物）